# Rei
Julián Reininger (Morón, 30 de agosto de 1997) conocido artísticamente como Rei o J Rei, es un rapero, compositor y cantante argentino de trap latino y RKT.

## Biografía
Nació en Morón, el 30 de agosto de 1997. Pasó su infancia en Morón y Castelar, donde fue influenciado con el género folclore por parte de su abuelo Luis, también contó con influencias del freestyle rap en su adolescencia. Antes de incursionar en la música trabajo principalmente de barbero y mecánico de motos.

## Trayectoria musical
Su primer sencillo publicado en YouTube bajo el seudónimo de J Rei fue «A 2 rayas mi tablero» lanzado el 1 de agosto de 2018. Sin embargo, no fue hasta 2020, en plena pandemia de COVID-19 dónde consiguió reconocimiento, su primer sencillo ese año fue «Pininfarina», con rotundo éxito. A este le continuaron una seguidilla de sencillos: «Modo deportivo», «No me olvido» y «Mente gitana» producidos por Phontana. El 29 de agosto de ese año publicó «Pininfarina (Remix)» junto a Duki y Neo Pistea para terminar de sellar el inicio de su carrera. La remezcla consiguió dos millones de reproducciones en 24 horas. Se posicionó en tendencias en países de Latinoamérica y España. Ese año lo cerró con «Dimelo Rei».
Su primer sencillo de 2021 fue «West Side» junto a Ecko. El 1 de septiembre de ese año publicó «Muy enfierrado» y el 20 de octubre lanzó «Talle M», otro adelanto de su álbum. Estos hacen alusión a los autos y motos customizados, tópico que toca en sus sencillos desde el inicio de su carrera, estas canciones serían las promocionales de su próximo álbum. El 10 de noviembre publicó Reicing, su primer álbum de estudio, que contó con diez sencillos y colaboraciones con Neo Pistea, Maikel Delacalle, Bandido, Obie Wanshot, Hernan y La Champions Liga.
Desde este proyecto, incursionó en el género RKT, donde tuvo un éxito comercial relevante. El primer sencillo en este género fue «Dale dale» con Kaleb Di Masi publicado en febrero de 2022. En abril colaboró con Mesita en «Ram pam pam», el 4 de mayo lanzó «Tu turrito» junto a Callejero Fino su sencillo más destacado, este logró ser tendencia en Argentina, Uruguay, Paraguay y Bolivia. El sencillo consiguió más de 45 millones de visualizaciones en YouTube a lo largo de un año y 300 millones en dos años. En junio, un mes después, publicó «Fernet» (alusión a la bebida Fernet) junto al español Quevedo, el sencillo fue filmado en España. Unos meses después, Rei fue invitado a abrir los shows en Argentina del puertorriqueño Bad Bunny.
En 2023, publicó «Turrita» junto a BM y regresó a las bases del trap latino con el sencillo «Sin berretín» junto a YSY A, este fue el segundo corte el próximo álbum de Reininger, que se titularía 4X4. El 26 de octubre publicó 4X4 que contuvo ocho sencillos y colaboraciones con Lit Killah, Mesita, BM e Ysy A. El proyecto se centró en trap, RKT y funk carioca. En febrero de 2024 publicó «A la mitad» e hizo un show en el Teatro Vorterix. También fue convocado para tocar para el show televisivo Gran Hermano Argentina pero se canceló su presentación.
El 2 de mayo de 2024, lanzó «Premium», continuando con su alusión a los autos, motos y velocidad, también, presentando el primer corte de su próximo proyecto. El 30 de mayo finalmente publicó su tercer álbum titulado Chanteo de Morón, estilizado C.D.M que consto de 9 sencillos y colaboraciones con Duki, Milo J, Neo Pistea, Obie Wanshot, Lucho SSJ y Doly Flackko.

## Vida personal
Desde 2022 mantiene una relación con la cantante María Becerra.

## Discografía

### Álbumes de estudio
- 2021: Reicing
- 2023: 4X4
- 2024: C.D.M

## Premios y nominaciones
Premios Carlos Gardel
| Año  | Nominación                     | Trabajo      | Resultado | Ref.   |
| ---- | ------------------------------ | ------------ | --------- | ------ |
| 2023 | Mejor canción de música urbana | «Tu turrito» | Nominado  | [ 41 ] |